# Warmiany
Warmiany [varˈmjanɨ] (tiếng Đức: Schönwalde)  là một ngôi làng ở quận hành chính của Gmina Bisztynek, trong hạt Bartoszycki, Warmińsko-Mazurskie, ở miền bắc Ba Lan. Nó nằm khoảng 6 kilômét (4 mi)   phía bắc Bisztynek, 18 km (11 mi)     về phía đông nam của Bartoszyce và 47 km (29 mi)     về phía đông bắc của thủ đô khu vực Olsztyn.
1. ↑  "Former Territory of Germany" (bằng tiếng Đức). ngày 8 tháng 11 năm 2017.
2. ↑  "Central Statistical Office (GUS) - TERYT (National Register of Territorial Land Apportionment Journal)" (bằng tiếng Ba Lan). ngày 1 tháng 6 năm 2008.